# Panthera tigris corbetti
La tigre indocinese o tigre di Corbett (Panthera tigris corbetti) è una sottospecie di tigre che vive in Cambogia, Laos, Birmania, Thailandia e Vietnam. La definizione «di Corbett», presente anche nel nome scientifico della sottospecie, proviene da Jim Corbett, un cacciatore britannico che, una volta in pensione, divenne uno scrittore impegnato nella salvaguardia delle tigri dal rischio di estinzione.
Le scarse notizie sul loro status si rifanno a stime governative, che certificavano la sopravvivenza di soli 350 esemplari nel 2011, cifra che si avvicina alla soglia di specie in pericolo critico di estinzione.
La tigre della Malaysia, che era considerata indocinese, nel 2004 è stata classificata come una diversa sottospecie, la Panthera tigris jacksoni, o tigre malese, anch'essa oggi a rischio di estinzione. I numeri relativi agli esemplari rimasti di queste due specie sono oggetto di controversia, in quanto lungo la frontiera thai-malese sono presenti tigri la cui sottospecie di appartenenza non è stata definita. L'ultimo esemplare in Cina di tigre indocinese è stato avvistato nel 2007, e si crede che sia stato ucciso e mangiato da un uomo di Mengla, nello Yunnan, condannato a 12 anni di prigione per il crimine.
Alcuni autori ritengono che la tigre indocinese sia inclusa nella sottospecie Panthera tigris tigris, ma ciò è ancora oggetto di dibattito.

## Caratteristiche fisiche
I maschi di tigre indocinese misurano da 2,55 a 2,85 metri di lunghezza, pesano tra i 150 e i 195 chilogrammi ed hanno una lunghezza massima del cranio tra 319 e 365 millimetri. Un maschio medio misura circa 2,74 m di lunghezza e pesa intorno ai 180 kg. Gli individui più grossi, tuttavia, possono pesare più di 250 kg.
Le femmine di tigre indocinese misurano da 2,30 a 2,55 m di lunghezza, pesano tra i 100 e i 130 kg ed hanno una lunghezza massima del cranio tra 275 e 311 mm. Una femmina media misura circa 2,44 m di lunghezza e pesa intorno ai 115 kg.
È la specie più scura: il suo manto tende al marroncino.
In Vietnam esiste il caso documentato di un maschio ucciso nel 1984 nei pressi del confine con il Laos. Questa tigre, lunga 2,8 m e con un peso di circa 250 kg, aveva terrorizzato alcuni villaggi uccidendo più di dieci bufali. Venne eretta una palizzata alta 3 metri intorno al bestiame; la tigre la scavalcò, uccise un vitello di 60 kg e saltò di nuovo fuori, tenendo in bocca l'animale. Venne uccisa con una trappola, collegarono un fucile ad una carcassa di bufalo, che la tigre fece scattare cercando di trascinarlo via. Il corpo venne ritrovato presso un ruscello distante 2 km.
L'esemplare più grande potrebbe essere stato un maschio antropofago ucciso nel 1934 a Saigon da un americano di nome Herny Foster, pesava 230 kg ed era lungo 3.50 m.

## Habitat

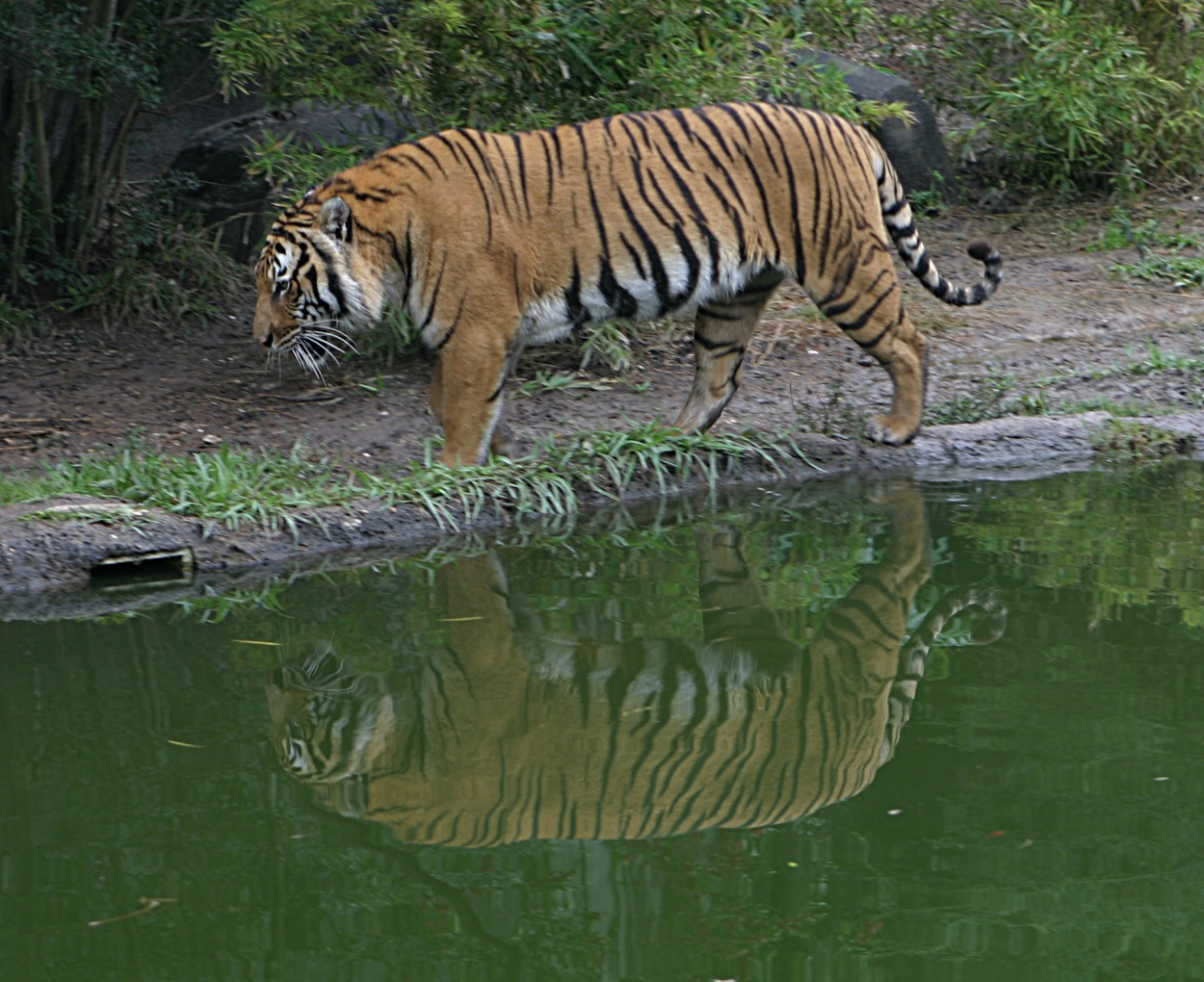
Tigre indocinese allo zoo di Houston.

Le conoscenze sullo stile di vita delle tigri indocinesi sono scarse. Vivono nelle profondità delle foreste dei terreni collinari e montuosi, situati soprattutto lungo i confini statali. L'accesso a queste aree è spesso ristretto e solo da pochi anni sono stati concessi a pochi biologi dei permessi limitati per compiere studi sul campo.

## Popolazione e rischio di estinzione
Secondo stime governative del 2011, la popolazione delle tigri indocinesi si è ridotta a 350 esemplari. Il rischio di estinzione è dovuto soprattutto alla deforestazione e al bracconaggio, che hanno impoverito l'ambiente delle prede preferite dalle tigri, come i cervi ed i cinghiali. La vertiginosa riduzione del numero di esemplari ha portato all'aumento degli accoppiamenti tra soggetti consanguinei, che ha indebolito la razza.
Nella medicina tradizionale cinese, da secoli vengono usate parti vitali del corpo della tigre, come le ossa, gli occhi e i denti, per curare varie malattie, tra cui l'insonnia, la malaria, la meningite e la dermatite. In Vietnam, circa tre quarti delle tigri sono state uccise per rifornire i magazzini delle farmacie cinesi. Dalle fasce meno abbienti del paese, questi animali vengono visti anche come una risorsa per uscire dalla miseria.